# Juan Miguel Teijeiro
Juan Miguel Teijeiro de la Rosa, nacido en La Coruña el 31 de marzo de 1939, es un militar e historiador español.

## Trayectoria
Es hijo de Juan Teijeiro Flores y María del Carmen de la Rosa Osende.
Es licenciado en Ciencias Políticas y Económicas, doctor en Historia y abogado.
De profesión militar, alcanzó el grado de general de división. Una vez retirado, se dedica a la investigación histórica, fundamentalmente de historia militar.

## Obras
- La Real Hacienda Militar de Fernando VII. El cuerpo administrativo militar, 1995.
- Cargadores de Indias y marinos: los la Rosa, 2005.
- Dinero y ejércitos en España. De la antigüedad al siglo XXI, 2016.

### Obras colectivas
- La Real Hacienda Militar en el siglo XVIII, en De la Paz de París a Trafalgar (1763-1805).
- La Hacienda Militar. 500 años de Intervención en las Fuerzas Armadas.

## Reconocimientos
- Gran Cruz del Mérito Militar.
- Gran Cruz del Mérito Aeronáutico.
- Gran Cruz de San Hermenegildo.

- Datos: Q96606849